# Nali
Le nali (ou yiru) est une des langues des îles de l'Amirauté, parlée par 1 800 locuteurs. Il est parlé dans la province de Manus, au sud-est de Manus et au nord-ouest du titan. D'après SIL, le nali (1 800) et l'okro (200) sont des langues séparées. Ils utilisent également le lele.